# Eidolon dupreanum
Eidolon dupreanum és una espècie de ratpenat de la família dels pteropòdids. És endèmic de Madagascar. El seu hàbitat natural són les coves situades en boscos humits, caducifolis secs i espinosos. Està amenaçat per la caça, tot i que les coves situades a llocs menys accessibles estan més protegides dels caçadors.